# Istituto Jacques Delors
L'Istituto-Jacques Delors (francese: Institut Jacques Delors), che si presenta anche come Notre Europe (francese per "la nostra Europa") è un think tank indipendente con sede a Parigi.

## Storia
L'Istituto Jacques-Delors, noto anche come Notre Europe, è un istituto di ricerca europeo fondato da Jacques Delors nel 1996, alla fine del suo mandato come Presidente della Commissione europea. Dal 2017, l'istituto dispone anche di un organismo di formazione chiamato "Accademia Notre Europe". L’Istituto ha una sede a Berlino "Jaques Delors Center", in collaborazione con la Hertie School ed una a Bruxelles "Europe Jacques Delors". 
L'istituto è stato presieduto da Jacques Delors (1996-2004), Pascal Lamy (2004-05), Tommaso Padoa-Schioppa (2006-2010), António Vitorino (2011-2016) ed Enrico Letta (2016-presente).
È membro dell'European Policy Institutes Network (EPIN) e lavora frequentemente in collaborazione con altre organizzazioni.

## Missioni
L'Istituto Jacques-Delors è un centro di ricerca che si occupa della tematica dell'Unione Europea. Gli argomenti trattati riguardano principalmente l'organizzazione, la politica, l'economia e la società europea.
Le attività dell'Istituto Jacques-Delors si suddividono in due categorie:
- Analisi delle principali sfide europee.
- Proposte destinate ai decisori nazionali ed europei.

A tale scopo, l'Istituto Jacques-Delors produce regolarmente pubblicazioni, infografiche e webinars liberamente consultabili.

## Attività
Le attività dell’Istituto ruotano principalmente intorno alle seguenti tematiche: 
- Democrazia e cittadinanza
- Diritto ed istituzioni
- Europa nel mondo
- Economia e finanza
- Energia e clima
- Allargamento dell’Unione Europea
- Europa sociale

## Académie Notre Europe
L'Académie Notre Europe è un istituto di formazione affiliato all'Istituto Jacques-Delors. Il suo scopo è di fornire formazione ed orientamento a titolo gratuito ad una promozione di giovani nell’ambito delle questioni europee. Fondata nel 2017, su iniziative del presidente dell’Istituto Enrico Letta, ogni anno accoglie a Parigi una nuova classe composta da circa 100 membri provenienti da tutti i paesi dell’Unione Europea. La lingua di lavoro è il francese e la formazione è totalmente gratuita.